# フングエン県
フングエン県（フングエンけん、ベトナム語：Huyện Hưng Nguyên / 縣興元? ）は、ベトナム社会主義共和国ゲアン省の県。面積は159.2 km²、人口は114,210人（2009年）である。

## 行政区画
1市鎮28社を管轄する。